# Stanisław Bunin
Stanisław Stanisławowicz Bunin (ros. Станислав Станиславович Бунин; ur. 25 września 1966 w Moskwie) – rosyjski pianista, zwycięzca XI Międzynarodowego Konkursu Pianistycznego im. Fryderyka Chopina (1985). Od lat 90. XX w. mieszka i wykłada w Japonii.

## Życiorys

### Młodość i wykształcenie
Pochodzi z rodziny inteligenckiej o tradycjach humanistycznych i pianistycznych. Syn pianisty Stanisława Neuhausa oraz wnuk pianisty i wybitnego pedagoga Heinricha Neuhausa. Jego babka Zinaida Neuhaus Pasternak - po rozwodzie z Neuhausem została drugą żoną Borisa Pasternaka. 
Stanisław zaczął grać na fortepianie w wieku czterech lat. Następnie uczył się w Centralnej Szkole Muzycznej w Moskwie.  Konserwatorium Moskiewskie (1984–1988) ukończył w klasie Sergieja Dorenskiego.
W trakcie nauki uczestniczył w następujących konkursach pianistycznych:
- Międzynarodowy Konkurs Radiowy dla Młodych Muzyków „Concertino Praha” (1979) – dyplom finalisty
- Międzynarodowy Konkurs im. Marguerite Long i Jacques’a Thibaud (1983) – I nagroda
- XI Międzynarodowy Konkurs Pianistyczny im. Fryderyka Chopina (1985) – I miejsce oraz dwie nagrody specjalne: Towarzystwa im. Fryderyka Chopina za najlepsze wykonanie poloneza i Filharmonii Narodowej za najlepsze wykonanie koncertu fortepianowego

### Kariera pianistyczna
Po zwycięstwie w Warszawie Bunin zaczął jeździć z koncertami po wielu krajach. W Japonii dał ponad 200 koncertów w 70 miastach w ciągu niespełna dziesięciu lat. W 1988 roku wyemigrował z ZSRR. Początkowo przebywał w Niemczech, a następnie przeniósł się do Japonii. Prowadzi zajęcia w Wyższej Szkole Muzycznej Senzuko w Kawasaki. W 1992 roku zorganizował na tej uczelni Komitet Sztuki Pianistycznej. Jest też założycielem Stanisław Bunin Enterprise, która wspiera uzdolnioną muzycznie młodzież.
Wiele razy występował w Polsce, m.in. na Międzynarodowym Festiwalu Chopinowskim w Dusznikach-Zdroju i festiwalu Chopin i jego Europa.

## Repertuar i dyskografia
W jego repertuarze są utwory m.in. Fryderyka Chopina, Roberta Schumanna, Josepha Haydna, Johanna Sebastiana Bacha, Wolfganga Amadeusa Mozarta i Claude’a Debussy’ego. Nagrywa dla wytwórni płytowych Deutsche Grammophon, Sony, Toschiba-Emi/Emi-Classical oraz Polskie Nagrania „Muza”. Jest też autorem ścieżki dźwiękowej do gry Eternal Sonata (kompozycje Fryderyka Chopina).